# Eberhard von der Recke (homme politique, 1744)
Pour les articles homonymes, voir Recke.
Ne doit pas être confondu avec Eberhard von der Recke (homme politique, 1847).
Eberhard Friedrich Christoph Ludwig baron von der Recke (contemporain von der Recke, également von Recke zu Stockhausen, né le 15 décembre 1744 à Stockhausen (de) et mort le 20 mars 1816 à Mersebourg) est un homme politique prussien et gouverneur civil de Saxe de 1813 à 1815.

## Origine
Il est issu de la famille noble von der Recke élevée au rang de baron. Ses parents sont Wilhelm Christian von der Recke (1707-1764), seigneur de Stockhausen et Lübbecke, et Sophie Dorothea Friederike von Rochow (de) (1721–1757), sœur du réformateur Friedrich Eberhard von Rochow.

## Biographie
Après des études de droit, il devient président du district de Minden en 1771, et en 1780 il obtient le même poste dans le district de Clèves ; à Minden, il est remplacé par Wilhelm Ferdinand von Dörnberg (de). Au cours de son travail à Minden, il y fonde le séminaire des professeurs d'école.
Sur ordre du roi Frédéric le Grand, il est nommé ministre prussien de la Justice le 30 décembre 1784. À ce titre, il est également président de la Cour suprême prussienne.
Après l'occupation française de la Prusse en 1807, il est mis à la retraite. Après la bataille de Leipzig en 1813, il administre le gouvernement général de Saxe (de) jusqu'à la fin du congrès de Vienne en l'absence du roi emprisonné Frédéric-Auguste.
Le 18 octobre 1815, le baron Reck reçoit l'hommage héréditaire de tous les États westphaliens à Münster au nom du roi prussien Frédéric-Guillaume. Il meurt en 1816 dans la capitale de la nouvelle province de Saxe, à Mersebourg.

## Famille
Eberhard baron von der Reck se marie avec Elise Dorothea Luise (Lisette) baronne von Vincke, elle est la sœur du ministre prussien Ludwig von Vincke. Leurs enfants communs sont :
- Karl Ludwig (de) (né le 21 mai 1794 et mort le 18 novembre 1873)[2] marié avec Luise Amalie Alexandrine Eleonore von Gronsfeld-Diepenbroick und Ampel (née le 4 mars 1800 et mort le 28 mai 1870)
- Eberhardine (née le 25 janvier 1785 et morte le 24 octobre 1851) mariée en 1810 avec le comte Henri de Stolberg-Wernigerode (1772-1854)
- Ernestine (née le 23 juin 1786 et morte le 27 août 1874) mariée avec le comte Constantin de Stolberg-Wernigerode (née le 25 septembre 1779 et morte le 19 août 1817), fils de Christian-Frédéric de Stolberg-Wernigerode
- Luise (née le 16 octobre 1787 et morte le 6 avril 1874) mariée avec le comte Antoine de Stolberg-Wernigerode (né le 23 octobre 1785 et mort le 11 février 1854)
- Emilie Caroline Frédérique (née le 16 février 1790 et morte le 21 janvier 1849) mariée en 1813 avec le comte Ludwig Ernst Friedrich Wilhelm von Münster-Langelage (de) (né le 6 novembre 1774 et mort le 9 mai 1824)[3]
- Ernestine Caroline Adolfine (née le 6 février 1792 et morte le 6 février 1876) mariée en 1819 avec Ludwig Friedrich Ernst Carl Wilhelm von Münster-Langelage (né le 10 janvier 1787 et mort le 23 janvier 1862), lieutenant général hanovrien

## Récompenses
Eberhard von der Recke est chevalier de l'ordre de l'Aigle noir et de l'ordre royal prussien de Saint-Jean.